# Lannapsyche setschuana
Lannapsyche setschuana är en nattslända som beskrevs 1995 av Hans Malicky och Porntip Chantaramongkol. Arten ingår i släktet Lannapsyche och familjen böjrörsnattsländor. Den förekommer i södra Asien.Inga underarter finns listade i Catalogue of Life.